# Dyšna Giesl

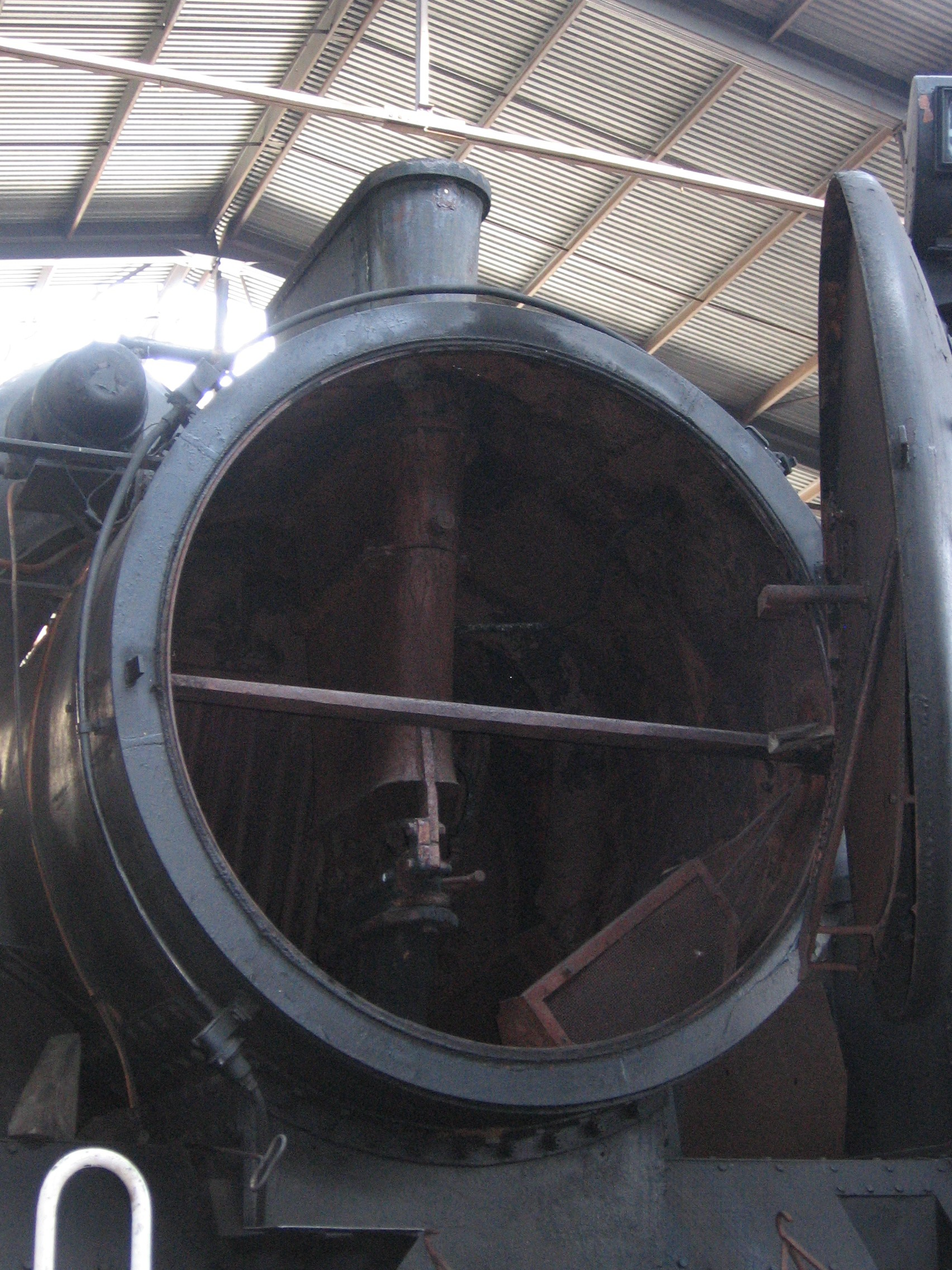
Dyšna Giesl na 534.0432

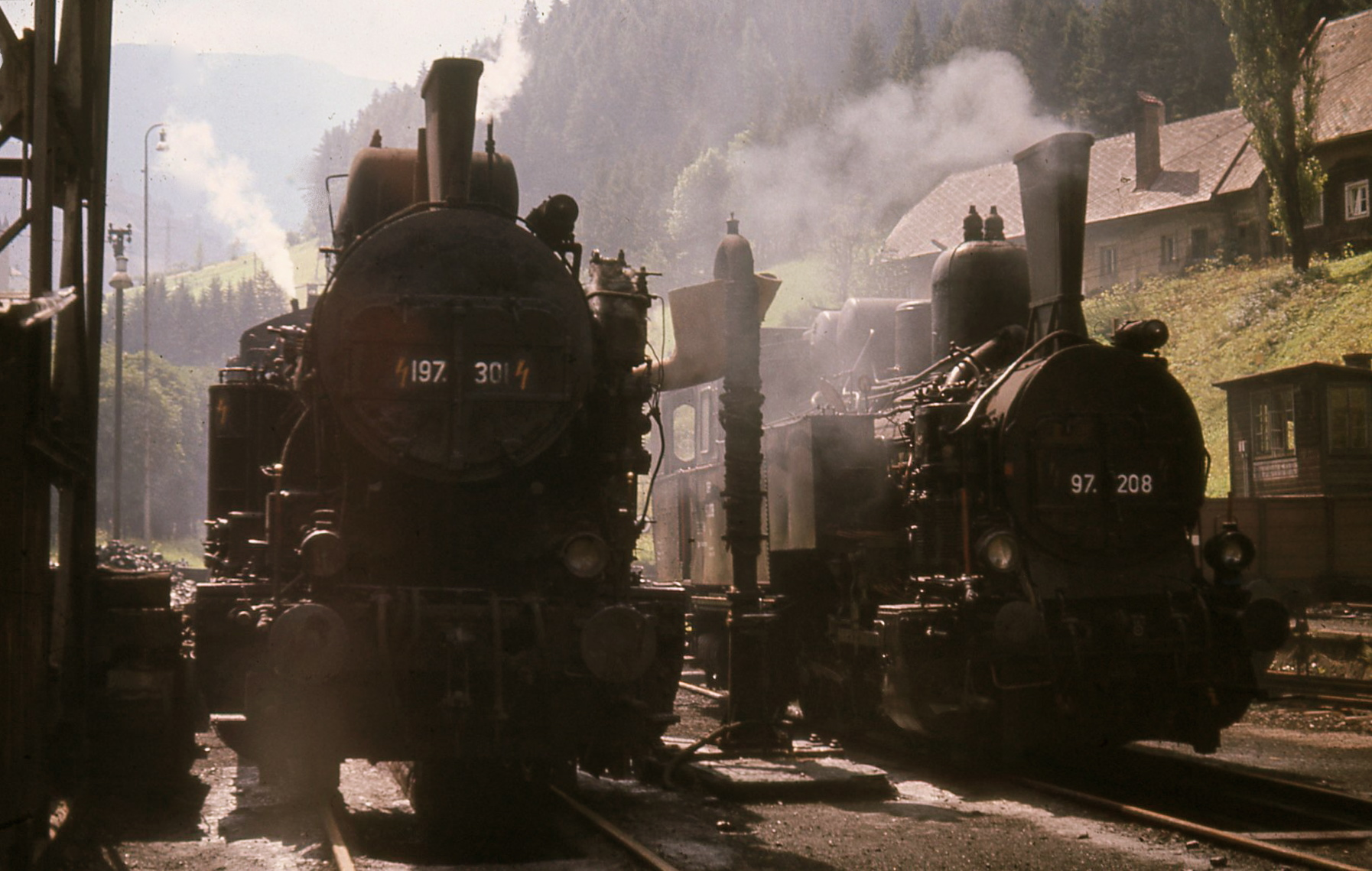
Zf. Eisenerz, léto 1971

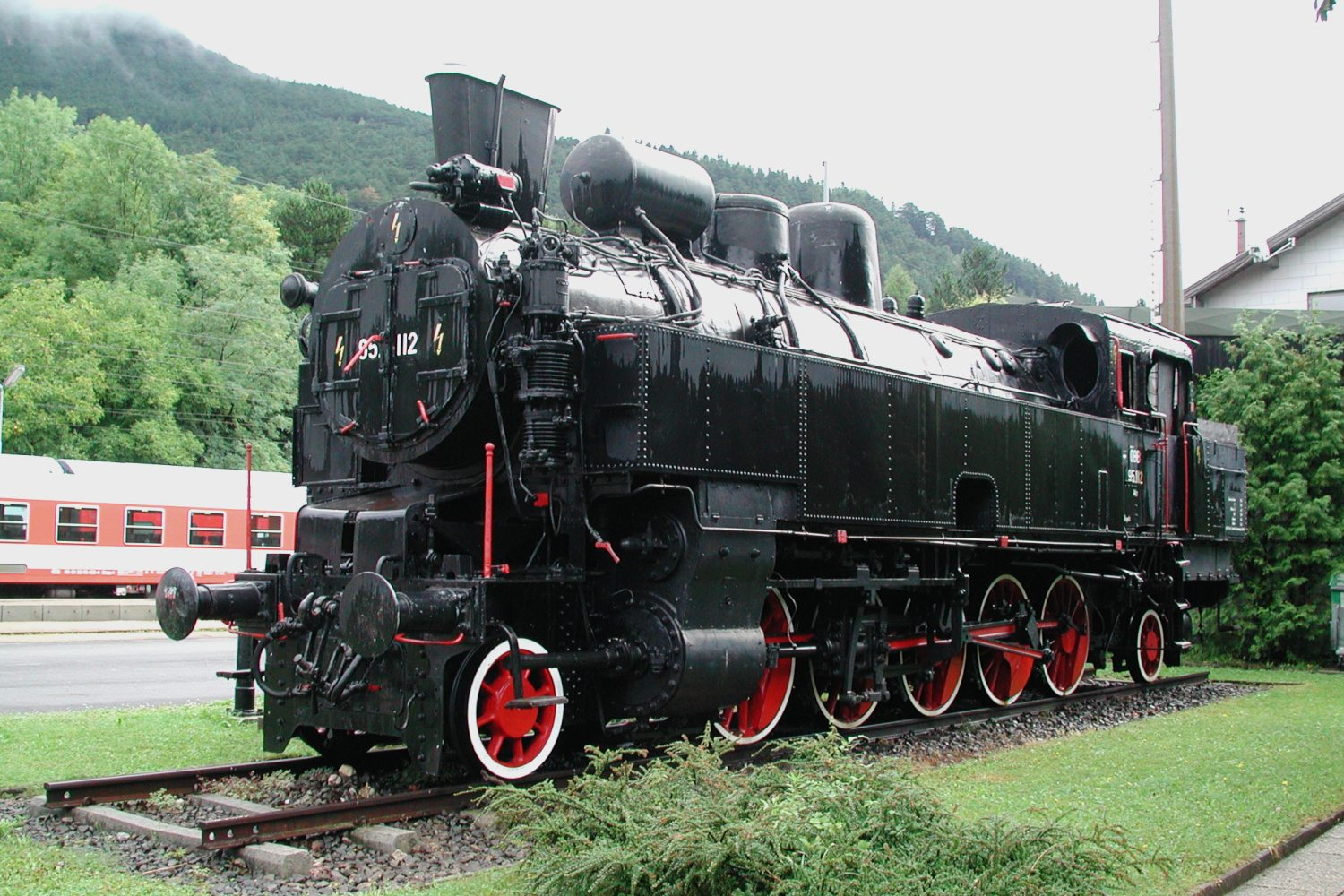
Lokomotiva s dyšnou Giesl - 95.112 ÖBB)

Dyšna Giesl je plochá dyšna, kterou v roce 1951 sestrojil Dr. Adolph Giesl-Gieslingen.

## Popis
Dyšna Giesl lépe využívá energii výfukové páry a dosahuje tak lepšího tahu ve srovnání s klasickou dyšnou. Výfuková pára je přivedena do ploché trychtýřové hlavice (difuzoru), která je přepážkami v horní části rozdělena na jednotlivé trysky. Typicky obsahuje řadu sedmi trysek přibližně čtvercového průřezu.

## Využití
Podle samotného Giesla může úspora uhlí dosáhnout 6 - 12 % při použití jeho dyšny. V praxi bylo dosahováno maximálně 8% úspory uhlí, přičemž výkon stoupl až o 20 %. Dyšny Giesl byly rozšířeny u mnoha železnic, nejen v Evropě (ÖBB, ČSD a DR), ale i v Africe, Číně a Japonsku. Ne vždy byly zaplaceny licenční poplatky, které se často téměř rovnaly uspořeným nákladům na palivo. U DR se tyto dyšny amortizovaly již po prvním roce provozu, bylo jich nasazeno přes 500, zejména na lokomotivách řad 38.10, 50, 52, 65.10 a 78. Také rekordní 18.201 je vystrojena dyšnou Giesl.
ČSD nasadily dyšny Giesl především na lokomotivy předválečných konstrukcí – řady 434.2, 524.1, 423.0, 354.1, 464.0 a také na těsně poválečné 534.03, 433.0. U modernějších, poválečných lokomotiv našla uplatnění dyšna Kylchap.